# Urban Impressionism
| Recensione | Giudizio |
| ---------- | -------- |
| Newsic     | 7,75/10  |
| Ondarock   | 7/10     |

Urban Impressionism è il quinto album in studio del musicista Italiano Dardust, pubblicato l'8 novembre 2024 dalla Masterworks.

## Antefatti
Successivamente alla pubblicazione del precedente Duality nel 2022, l'artista ha raccontato di aver sofferto della sindrome da burnout rallentando la produzione e composizione di nuovi brani. Tra il 2022 e il 2023 Dardust ha collaborato con Elisa come artista ospite nei concerti An Intimate Night e An Intimate Arena, in promozione dell'album della cantautrice Ritorno al futuro/Back to the Future. Dalla collaborazione artistica Dardust ha lavorato al riarrangiamento della discografia della cantautrice, producendo Intimate - Recording at Abbey Road Studios, promosso da due concerti evento An Intimate Christmas al Forum di Milano nel dicembre 2023.

## Descrizione
Nel settembre 2024 ha annunciato la pubblicazione dell'album Urban Impressionism, prodotto dallo stesso Dardust e scritto con la collaborazione di Giuseppe Vitale, in arte Ze in the Clouds. In un'intervista concessa a Rockol, l'artista ha dichiarato in merito alla produzione e alle scelte musicali del progetto:

Dardust ha inoltre raccontato il significato dell'album e la dedica alle periferie cittadine e ai contesti rurali, oltre che al brutalismo:

## Tracce
Musiche di Dario Faini, eccetto dove indicato.
1. Urban Impressionism – 2:51 (musica: Dario Faini, Giuseppe Vitale)
2. Mon cœur, béton brut – 2:50
3. Nocturne of You – 3:17
4. Impression, Skyline – 3:41
5. Alba (Oil on Concrete) – 2:23
6. The Art of Falling – 4:09
7. Le Bolero Brutal – 3:39
8. Golden Cage – 4:21
9. Petals (Exterior Night) – 3:18 (musica: Dario Faini, Giuseppe Vitale)
10. Vertige – 5:16
11. L de la Nuit – 2:44
12. Cobalto Love – 2:52
13. Italian Rêverie – 3:34

Tracce bonus nell'edizione deluxe
1. Pavane Floue – 2:51
2. Suburbia (a l'heure bleue) – 3:47
3. Nuage for a Fading Sky – 2:56
4. Arabesque of Roads – 2:08 (musica: Dario Faini e Giuseppe Vitale)
5. Hazey Romance – 2:50
6. New York 17.3.24 – 2:50 (musica: Dario Faini e Giuseppe Vitale)